# Piero Barone
Piero Barone (Naro, Sicilia, 24 de junio de 1993) es un tenor italiano, integrante del grupo musical de pop lírico o crossover clásico Il Volo, aunque el grupo también interpreta canciones pop y pop latino.
Piero Barone es de Sicilia, en el sur de Italia, en la ciudad de Naro, provincia de Agrigento, es hijo de Gaetano Barone y Eleonora Ognibene. Su hermano mayor se llama Francesco Barone y su hermana menor se llama Mariagrazia. Su abuelo materno, un músico ciego, llamado Pietro Ognibene descubrió el talento de Piero cuando tenía unos cinco años.
Piero Barone Perteneció a la segunda edición del talent show en Rai 1 llamado Ti lascio una canzone en 2009, donde competía con Ignazio Boschetto y con Gianluca Ginoble que junto a Piero son actualmente los integrantes del grupo musical Il Volo.

## Trayectoria musical
Su carrera en la música comienza a  la edad de 5 años cuando su abuelo materno, un músico ciego, llamado Pietro Ognibene descubre  su talento musical, Pietro Ognibene , había escrito una canción en siciliano y le pidió al pequeño Piero que cantara y se maravilló de su voz. Ese mismo día, ayudado por un amigo, grabó a Piero cantando Un Amore Cosi Grande. después de este descubrimiento la familia lo ayudó a cultivar su don y su abuelo Pietro colaboró pagando lecciones de piano durante seis años.
Al igual que Gianluca e Ignazio, Piero desde muy joven participó en varios concursos y festivales de música con gran prominencia y en los cuales fue el ganador; en todos. Piero es considerado un Tenor Spinto , un tenor que alcanza fácilmente notas altas, cuya voz puede tener los tonos de un barítono con el rango de un tenor. 
En 2009, durante Ti Lascio Una Canzone , compartió la preferencia popular con otros dos candidatos, Ignazio Boschetto y Gianluca Ginoble, con quienes más tarde formaría Il Volo.

### Il Volo
Il Volo («El Vuelo» en español) formado por un trío, se constituyó tras la participación de los tres cantantes en la segunda edición del talent show de Rai 1 Ti lascio una canzone, en 2009. Durante el concurso, se les asignó cantar un tema juntos como trío: 'O sole mio, lo que agradó a la audiencia al apodarles «I tre tenorini» (Los tres pequeños tenores). Tras la actuación, decidieron unirse y formar un grupo llamado «Tryo» que luego pasó a llamarse «Il Tryo» y finalmente «Il Volo»

## Discografía

### Il Volo
Artículo principal: Discografía de Il Volo